# ГЕС Сайнябулі
ГЕС Xayaburi – гідроелектростанція, що споруджується на північному заході Лаосу. Знаходячись між ГЕС Цзінхун (вище по течії у Китаї) та ГЕС Дон-Сахонг, входитиме до складу каскаду на одній з найбільших річок Південно-Східної Азії Меконзі (басейн Південно-Китайського моря). При цьому можливо відзначити, що всього Лаос анонсує будівництво 12 гребель меконзького каскаду.  
В межах проекту річку перекриють бетонною греблею висотою 49 метрів та довжиною 810 метрів, котра утримуватиме призначене для регулювання у добовому режимі водосховище з об’ємом 225 млн м3. Біля правого берегу в греблі облаштують судноплавний шлюз з розмірами камери 120х12 метрів, а біля лівого рибохід.   
Машинний зал обладнають вісьмома турбінами типу Каплан – сім з них матимуть потужність по 182 МВт, а ще одна 69 МВт (номінальна потужність станції встановлена на рівні 1295 МВт). При напорі у 28,5 метра ці гідроагрегати повинні забезпечувати виробництво 7,4 млрд кВт-год електроенергії на рік. 
Сім більш потужних турбін вироблятимуть електроенергію для експорту до Таїланду по ЛЕП, розрахованій на роботу під напругою 500 кВ. Продукція восьмого агрегату подаватиметься у місцеву мережу за допомогою ЛЕП з напругою 115 кВ.
Загальна вартість проекту, розпочатого у 2012-му, оцінюється у 3,2 млрд доларів США, а його завершення заплановане на 2019 рік. Інвесторами виступила група тайських компаній (CH.Karnchang, Natee Synergy та інші), крім того, 20% участі у Xayaburi Power Company має місцева державна Electricite du Laos.